# 678 Fredegundis
678 Fredegundis
678 Fredegundis là một tiểu hành tinh ở vành đai chính. Nó được Wilhelm Lorenz phát hiện ngày 22.01.1909 ở Heidelberg, và được đặt theo tên Fredegundis, vở opera do nhà soạn nhạc Ernest Guirand bắt đầu sáng tác và được hoàn tất bởi Camille Saint-Saëns, dựa trên cuộc đời của Fredegund (Fredegunda, Fredegundis, Fredigundis, Frédégonde, hoàng hậu của Chilperic I, vua triều đại Merovingian của Soissons)